# Janni Arnth
Janni Arnth Jensen (Outrup, 1986. október 15. –) Európa-bajnoki ezüstérmes dán női válogatott labdarúgó, jelenleg a Fiorentina csapatának védője.

## Pályafutása

### Klubcsapatokban
Már 4 évesen látogatta Outrup labdarúgó klubjánál az edzéseket. 2002-ben távozott a Varde együtteséhez.
2007-ben szerződött élete első komolyabb csapatához, a Fortuna Hjørring-hez, ahol egy bajnoki címmel és egy kupagyőzelemmel gazdagodott.
A svéd Linköpingnél négy szezont húzott le 2014-től 2018-ig és kétszeres Damallsvenskan bajnokként, valamint egyszeres kupagyőztesként csatlakozott az Arsenalhoz 2018 novemberében.
A Super League befejeztével, pedig Firenzébe tette át székhelyét, amikor elfogadta a Fiorentina ajánlatát.

### A válogatottban
Svédország ellen 2010. január 23-án a chilei válogatott elleni mérkőzésen szerepelt első alkalommal a válogatottban.
2017-ben a Hollandiában rendezett Európa-bajnokságon, ezüstérmet szerzett Dániával.

## Statisztikái
2019. május 25-ével bezárólag
| Válogatott | Szezon   | Mérk. | Gól |
| ---------- | -------- | ----- | --- |
| Dánia      |          |       |     |
| 2010       | 11       | 1     |     |
| 2011       | 12       | 0     |     |
| 2012       | 8        | 0     |     |
| 2013       | 11       | 0     |     |
| 2014       | 4        | 0     |     |
| 2015       | 9        | 0     |     |
| 2016       | 11       | 0     |     |
| 2017       | 12       | 0     |     |
| 2018       | 10       | 0     |     |
| 2019       | 5        | 0     |     |
| Összesen   | Összesen | 93    | 1   |

| Dánia színeiben szerzett góljai | Dánia színeiben szerzett góljai | Dánia színeiben szerzett góljai | Dánia színeiben szerzett góljai | Dánia színeiben szerzett góljai | Dánia színeiben szerzett góljai | Dánia színeiben szerzett góljai | Dánia színeiben szerzett góljai |
| ------------------------------- | ------------------------------- | ------------------------------- | ------------------------------- | ------------------------------- | ------------------------------- | ------------------------------- | ------------------------------- |
|                                 |                                 |                                 |                                 |                                 |                                 |                                 |                                 |
| Gól                             | Dátum                           | Helyszín                        | Ellenfél                        | Találat                         | Eredmény                        | Esemény                         | Forrás                          |
| 1                               | 2010. március 27.               | Vejle Stadion, Vejle            | Bulgária                        | 7–0                             | 9–0                             | 2011-es vb-selejtező            | [ 5 ]                           |

## Sikerei, díjai

### Klubcsapatokban
Dán bajnok (2):
- Fortuna Hjørring (2): 2008–09, 2009–10

 Svéd bajnok (2):
- Linköping (2): 2016, 2017

 Svéd kupagyőztes (2): 
- Linköping (2): 2013–14, 2014–15

 Angol bajnok (1):
- Arsenal (1): 2018–19

### A válogatottban
Dánia
- Európa-bajnoki ezüstérmes: 2017